# Hermen Rode

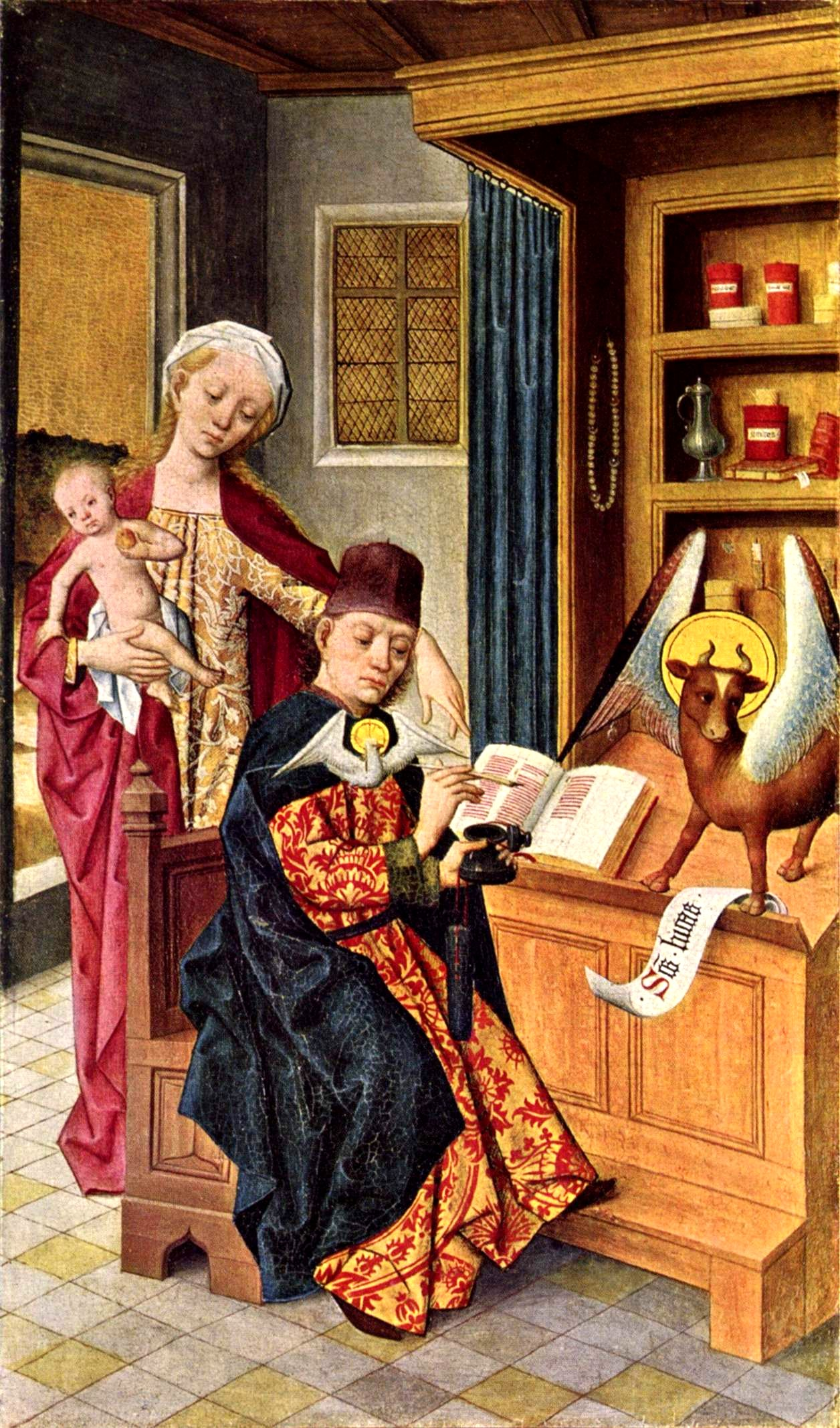
Lukas-Altar

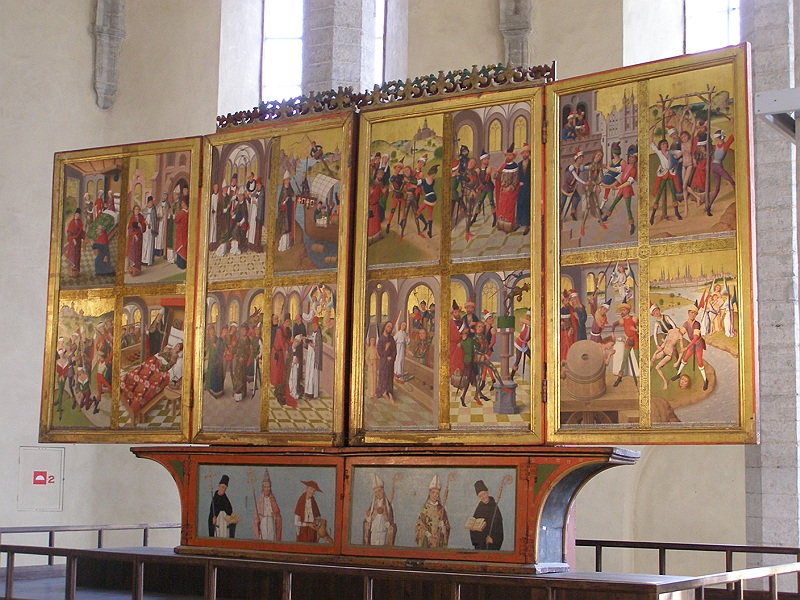
Hochaltar der Nikolaikirche aus der Werkstatt Hermen Rodes

Hermen Rode (* um 1430; † 1504) war ein deutscher Maler. Er war neben Bernt Notke der bedeutendste Maler des ausgehenden Mittelalters in Lübeck.

## Bedeutung
Rode war eventuell der Sohn des gleichnamigen Goldschmieds Hermen Rode aus Lübeck, der hier in den Jahren 1415 und 1420 erwähnt wurde. Er ist als Maler des Spätmittelalters, insbesondere von Altären, für den genannten Lebenszeitraum urkundlich belegt und steht in seiner Zeit gleichwertig neben Bernt Notke, auch für den hansischen Kunstexport von Lübeck in den gesamten Ostseeraum. Es existieren mehrere Testamente eines Hermen Rode vom 29. April 1485, vom 19. November 1494 und vom 14. Februar 1500, von denen man jedoch nicht sicher sagen kann, ob sie von diesem Maler stammen. Dieser hatte einen Bruder Cort Rode. Es geht aus einer weiteren Urkunde hervor, dass ein Maler Hermen Rode mit einer Frau Gertrudt vermählt war, die vermutlich die Tochter des Lübecker Domherrn Alhard Spaen war, der sie in seinem Testament bedachte. Er war Mitglied des Lübecker Maleramtes und erhielt von diesem den Auftrag, ein Retabel für den Versammlungsort in der Katharinen-Kirche zu erstellen. Auf dem im Jahr 1484 fertiggestellten Lukas-Altar verewigte er sich selbst, indem er den Kragen einer der gemalten Figuren mit seiner Signatur versah.

## Werke (Auswahl)
- 1468 erreichte Stockholm ein sechs Meter breiter Altar für die Nikolaikirche, der heute im dortigen Museum steht.[6]
- Sein bekanntestes Werk ist der Hochaltar für die St.-Nikolai-Kirche im estnischen Reval,[7] der 1482 von der Bruderschaft der Schwarzhäupter für 1250 Mark erworben wurde.
- Der ursprünglich aus der Lübecker Katharinenkirche stammende Lukas-Altar ist heute eines der zentralen Sammlungsstücke der Altäre des Museums für Kunst- und Kulturgeschichte im St.-Annen-Museum.
- Kaiser Konstantin, um 1480 in der Hamburger Kunsthalle
- Altarflügel im Ratzeburger Dom.
- 1494 und 1501: Je ein großes zweiteiliges Altarbild von der Kreuzigung Christi in der Marienkirche in Lübeck.